# 查尔斯·帕多克
查尔斯·威廉·帕多克（英語：Charles William Paddock，1900年8月11日—1943年7月21日），美国短跑运动员。
帕多克出生于得克萨斯州，后随父母迁居南加利福尼亚州，在父亲的劝说下专攻短跑。一战期间帕多克作为一名炮兵战士参战，战争结束后进入南加州大学学习，并接受短跑专业训练。
在1920年夏季奥林匹克运动会上，帕多克获得了100米和4*100米金牌，以及200米银牌。四年之后，帕多克又获得了一枚银牌。但是在1928年夏季奥林匹克运动会上，帕多克未能进入任何一项决赛，于是宣布退役。
帕多克之后曾出演过一些电影，编辑过几种报纸，并成为了威廉·厄普舒尔将军的私人助理。1943年7月21日，在一次军事侦察飞行中，帕多克和厄普舒尔乘坐的飞机在阿拉斯加州锡特卡失事，双双遇难。

## 外部連結
- 查尔斯·帕多克在的頁面

- 線上版《Handbook of Texas》中的Charles William Paddock
- 查尔斯·帕多克在互联网电影资料库（IMDb）上的資料（英文）
- 線上版《Handbook of Texas》中的查尔斯·帕多克
- 在Find a Grave上的查尔斯·帕多克